# 戴克斯堡 (伊利諾伊州)
戴克斯堡（英語：Dykesburg）是位於美國伊利諾伊州威廉森縣的一個非建制地區。該地的面積和人口皆未知。

## 地理
戴克斯堡的座標為37°41′32″N 88°44′23″W / 37.69222°N 88.73972°W，而該地的平均海拔高度為167米（即548英尺）。